# نقد حدیث
نقد حدیث به جریان انتقادی اشاره می‌کند که استفاده از حدیث در فقه اسلامی را به چالش می‌کشد
. بیشترین انتقادات مربوط به اعتبار احادیث می‌باشند و اینکه آیا می‌توان آنها را پیامبر منتسب کرد.
هر دو مذهب شیعه و سنی، که بزرگ‌ترین فرقه‌های اسلامی استند، اعتبار بسیاری از احادیث را می‌پذیرند گرچه در اعتبار بخشی از احادیث و چگونگی تفسیر آنها با هم اختلاف نظر دارند.
از میان فرقه‌های اقلیت قرآنیان را می‌توان نام برد که به اسلام بدون حدیث باور دارند و تنها قرآن را مرجع مستند برای ایمان، انجام مناسک و اعمال دینی خود، قبول دارند.